# Motherfucker

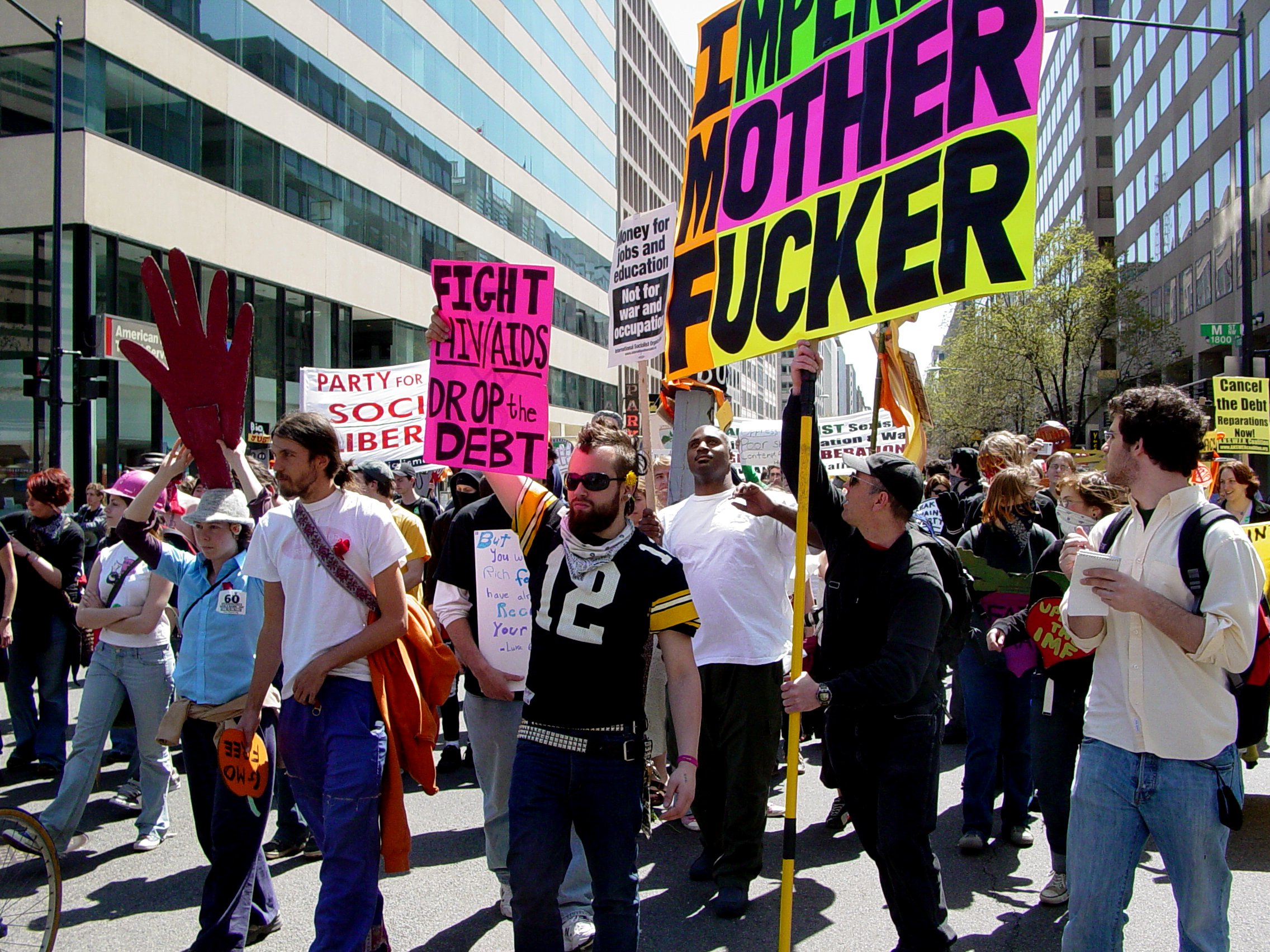
Демонстрація антиглобалістів в Вашингтоні 16 квітня 2005 року проти Світового банку і Міжнародного валютного фонду

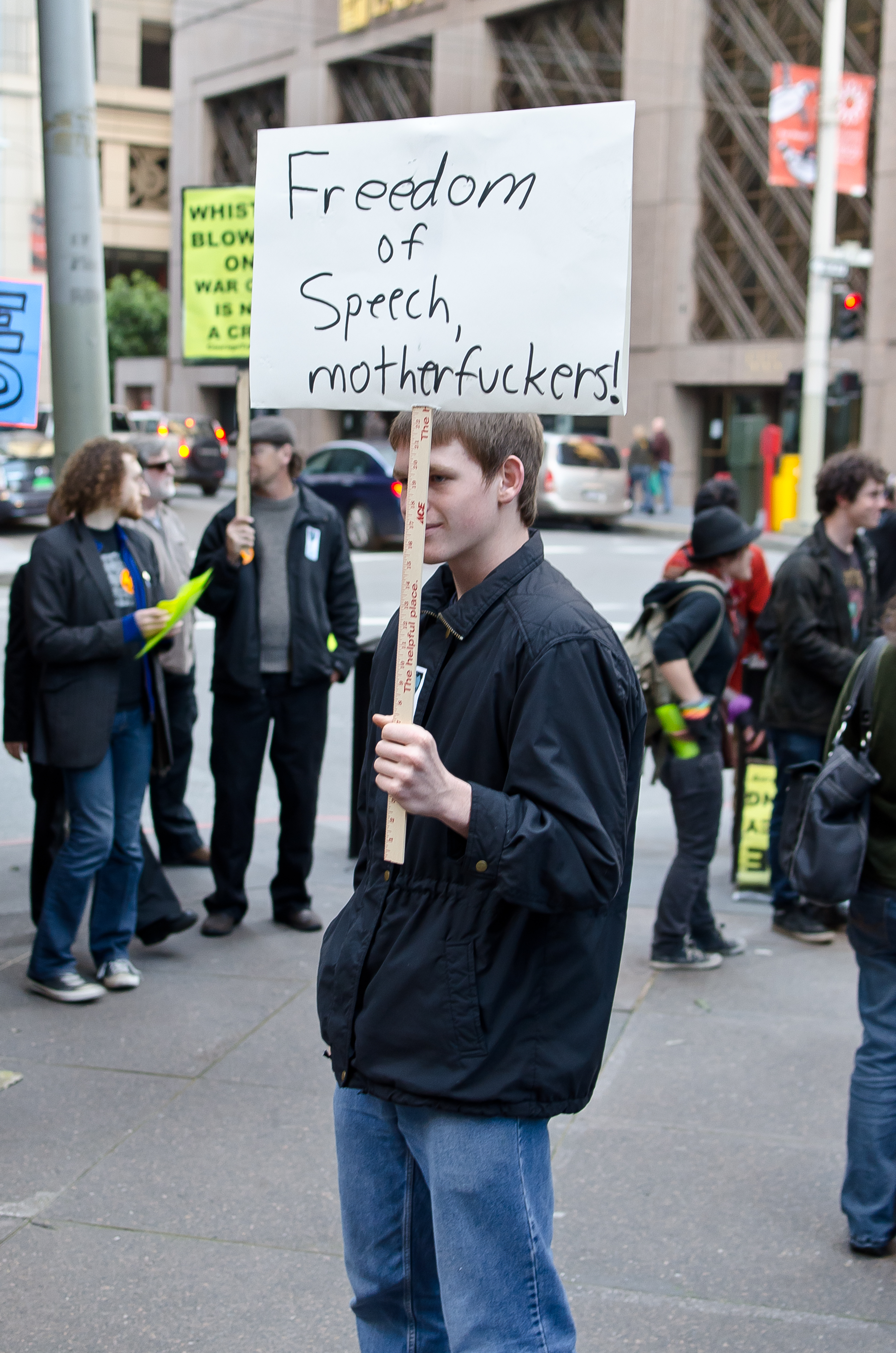
«Свобода слова, motherfuckers!»

Motherfucker (іноді скорочено пишеться як mofo, mf, чи mf'er) — американська вульгарна лайка в англійській мові. У перекладі українською мовою буквально означає: той, хто злягається з матір'ю. Проте, на практиці, для перекладу цієї лайки використовують такі слова як: виродок, вилупок, покидьок, покруч тощо. Вираз використовують для позначення загального презирства або гніву до когось чи чогось або в знак протесту.